# Ministerio de Turismo, Cultura y Deportes
El Ministerio de Turismo, Cultura y Deportes de la Argentina fue el ministerio encargado de promover esas áreas en el país durante el gobierno de Fernando de la Rúa.
Se creó uniendo la Secretaría de Cultura y Medios de Comunicación, la Secretaría de Turismo (ambas dependientes de Presidencia de la Nación), la Secretaría de Deporte y Recreación del Ministerio de Desarrollo Social, y la Subsecretaría de Transporte Aerocomercial de la Secretaría de Transporte del Ministerio de Infraestructura y Vivienda. En el gobierno de Adolfo Rodríguez Saá, el ministerio fue disuelto y dividido entre la Secretaría de Turismo y Deporte, y la Secretaría de Cultura y Medios de Comunicación dependientes de Presidencia de la Nación.

## Funciones
El artículo 6 del decreto 1366/2001, que modificó la ley de ministerios, estableció sus atribuciones:

ARTICULO 23 ter — Compete al MINISTERIO DE TURISMO, CULTURA Y DEPORTE asistir al Presidente de la Nación en todo lo inherente al turismo, la cultura, el deporte, el transporte aerocomercial, y en particular:

1. Entender en la determinación de los objetivos y políticas del área de su competencia;
2. Ejecutar los planes, programas y proyectos del área de su competencia elaborados conforme a las directivas que imparta el PODER EJECUTIVO NACIONAL;
3. Entender en todo lo relativo a la promoción y desarrollo en el país de la actividad turística interna y del turismo internacional receptivo.
4. Entender en el desarrollo de la oferta brindada por el país a fin de adecuarla a la demanda del turismo internacional receptivo.
5. Intervenir en los aspectos funcionales de las oficinas de promoción, informes, publicidad y asesoramiento para turistas habilitadas.
6. Entender en las acciones referidas a la percepción, depósito y fiscalización del impuesto sobre pasajes aéreos al exterior en vuelos regulares o no regulares de pasajeros.
7. Entender en la supervisión del accionar de la Administración de Parques Nacionales.
8. Entender en la regulación y fiscalización del accionar de los prestadores de servicios turísticos, en el desarrollo de programas de turismo destinados a escolares, familias de escasos recursos, discapacitados y personas de la tercera edad, en el fomento al turismo de base en sus distintas modalidades y en el desenvolvimiento de las Unidades Turísticas de Chapadmalal y Embalse.
9. Entender en la elaboración y promoción de políticas de participación institucional en la defensa de la identidad cultural nacional.
10. Entender en la difusión en el país y hacia el exterior de los hechos culturales, promoviendo su heterogeneidad.
11. Entender en la formulación, ejecución y control de los medios de comunicación social.
12. Entender en la promoción y difusión del desarrollo de actividades económicas asociadas con la cultura.
13. Entender en la planificación de políticas de financiamiento de la actividad cultural junto con el sector privado.
14. Entender en lo relativo a la actividad deportiva y recreativa del país en todas sus formas.
15. Entender en la elaboración y ejecución de la política nacional de transporte aerocomercial.

16. Entender en la regulación y coordinación del sistema de transporte aerocomercial.

## Último organigrama
El siguiente organigrama corresponde al año 2001 durante la presidencia de Fernando de la Rúa.
- Ministro de Turismo, Cultura y Deportes: Hernán Lombardi
  - Secretaría de Cultura y Medios de Comunicación: Darío Lopérfido
    - Subsecretaría de Gestión y Legislación Cultural:

  - Secretaría de Turismo:
    - Subsecretaría de Transporte Aerocomercial:

  - Secretaría de Deporte y Recreación: Marcelo Garrafo
  - Subsecretaría de Coordinación:

## Nómina de Ministros
| N.º | Ministro        | Partido | Partido              | Periodo                                         | Presidente         |
| --- | --------------- | ------- | -------------------- | ----------------------------------------------- | ------------------ |
| 1   | Hernán Lombardi |         | Unión Cívica Radical | 29 de octubre de 2001 - 20 de diciembre de 2001 | Fernando De la Rúa |